# Maarten Solleveld
Maarten Solleveld (* 5. Februar 1979 in Amsterdam) ist ein niederländischer Schachgroßmeister und Mathematiker.

## Leben
Maarten Solleveld besuchte das Montessori Lyceum in Amsterdam und machte dort sein Vwo-Examen. Er studierte von 1997 bis 2002 Mathematik an der Universiteit van Amsterdam. Dort arbeitete er im Anschluss als wissenschaftlicher Assistent und promovierte 2007 bei Eric Opdam zum Thema Periodic cyclic homology of affine Hecke algebras. Für seine Promotionsarbeit erhielt er 2008 die nur alle fünf Jahre vergebene Andreas Bonn Medaille der niederländischen Genootschap ter bevordering van Natuur-, Genees- en Heelkunde. Von 2007 bis 2011 arbeitete er als wissenschaftlicher Assistent an der Universität Göttingen. Seit Oktober 2011 ist Maarten Solleveld Assistenzprofessor für Mathematik an der Radboud-Universität Nijmegen.

## Erfolge
Mit der niederländischen Jugendnationalmannschaft belegte er beim Glorney Cup 1997 in Oakham den zweiten Platz. 1998 gewann er ein Jugendturnier der Kategorie VIII in Sas van Gent mit zwei Punkten Vorsprung. 2010 gewann er den Schachtürken-Cup in Paderborn.
Seit 2001 trägt er den Titel Internationaler Meister. Normen zum Erhalt des Großmeistertitels erzielte er in der niederländischen Mannschaftsmeisterschaft 2002/03 (mit Übererfüllung und Siegen gegen unter anderem Ľubomír Ftáčnik, Igor Glek, Ivan Sokolov und Jan Gustafsson), bei seinem dritten Platz beim 20. Nordsee-Cup im Juli 2005 in Esbjerg sowie der niederländischen Meisterrunde 2011/12. Der GM-Titel wurde ihm im September 2012 verliehen.
In den Niederlanden spielte er bis 2005 für den SV Zukertort Amstelveen und von 2005 bis 2012 für S.O. Rotterdam. Seit der Saison 2012/13 spielt Solleveld für Accres Apeldoorn. In der Saison 2002/03 war er der Topscorer der niederländischen Meisterrunde (unter Berücksichtigung der Play-off-Wettkämpfe; in der Vorrunde hatten insgesamt sechs Spieler eine bessere Punktausbeute). In Deutschland spielte er zuerst in der Saison 1999/2000 für die SG Heiligenhaus, mit der er nach zwei Aufstiegen hintereinander in der Saison 2001/02 in der deutschen Schachbundesliga spielte. Seit der Saison 2007/08 spielte er in Deutschland für Tempo Göttingen, in der Saison 2013/14 für DJK Aufwärts St. Josef Aachen.
Maarten Sollevelds Elo-Zahl beträgt 2495 (Stand: Mai 2025), damit läge er auf dem 22. Platz der niederländischen Elo-Rangliste, wird aber als inaktiv geführt, da er seit der Liga 1B der niederländischen Mannschaftsmeisterschaft 2016/17 keine Elo-gewertete Partie mehr gespielt hat. Seine bisher höchste Elo-Zahl war 2536 vom Mai bis August 2012.